# Cận vệ Đế chế (Napoléon I)

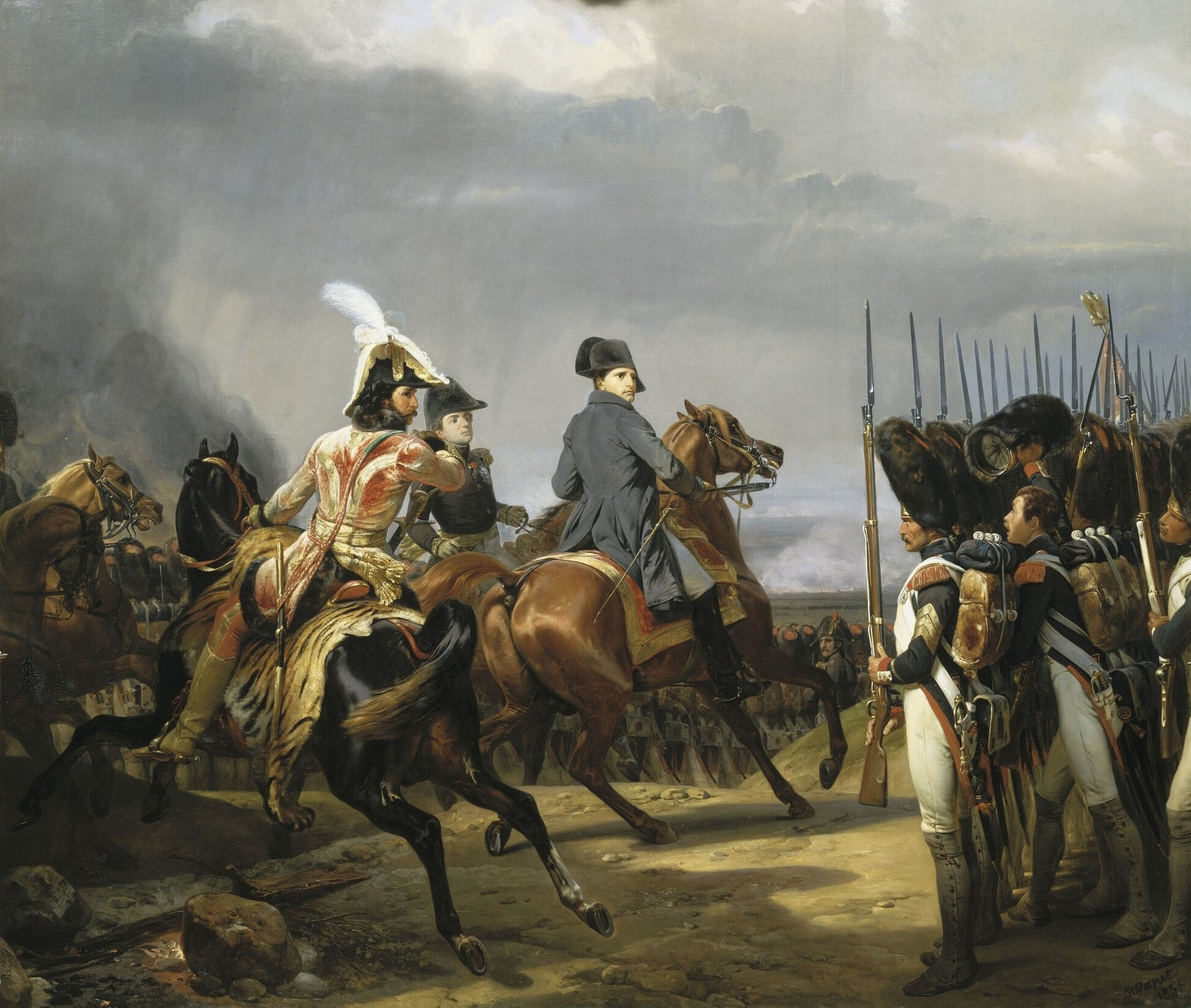
Đội Cận vệ của Napoléon trong trận Jena ngày 14 tháng 10 năm 1806, tranh của Horace Vernet

Cận vệ Đế chế hay Đội Cận vệ của Hoàng đế (tiếng Pháp: Garde impériale) được tạo bởi Napoléon Bonaparte ngày 28 Tháng hoa (Floréal) năm XII (theo lịch cộng hòa, tức ngày 18 tháng 5 năm 1804) từ đội Cận vệ Tổng tài.
Tuy đội quân này được dùng chỉ đơn thuần để bảo vệ chính phủ, nhưng Cận vệ Đế chế đã trở thành một trong những quân đoàn ưu tú, là lực lượng thiện chiến nhất, hết mực trung thành với Napoléon. Napoléon có thể dựa vào đội Cận vệ trong mọi tình huống kể từ khi nó được thành lập. Đội quân tập hợp những lính dũng cảm nhất trong quân đội Pháp thời bấy giờ, số người nhập ngũ tiếp tục tăng theo thời gian. Trong số 9798 người lính vào năm 1804, quân số đội Cận vệ đạt đến 112.482 vào năm 1814, theo mệnh lệnh trực tiếp của Hoàng đế. Cuối cùng đội cận vệ được chia ra thành Jeune (Tân Cận vệ), Moyenne (Trung Cận vệ) và Vieille Garde (Cựu cận vệ), mỗi đội cận vệ bao gồm các trung đoàn kỵ binh (bao gồm cả những tiểu đoàn Chasseurs à cheval trong đồng phục màu xanh là cây), pháo binh, bộ binh, và cả Lính ném lựu đạn.